# Bamberg (Caroline du Sud)
Pour les articles homonymes, voir Bamberg (homonymie).
La ville de Bamberg est le siège du comté de Bamberg, situé en Caroline du Sud, aux États-Unis.

## Démographie
| 1880 | 1890 | 1900  | 1910  | 1920  | 1930  |
| ---- | ---- | ----- | ----- | ----- | ----- |
| 648  | 696  | 1 533 | 1 937 | 2 210 | 2 450 |

| 1940  | 1950  | 1960  | 1970  | 1980  | 1990  |
| ----- | ----- | ----- | ----- | ----- | ----- |
| 3 000 | 2 954 | 3 081 | 3 406 | 3 672 | 3 843 |

| 2000  | 2010  | - | - | - | - |
| ----- | ----- | - | - | - | - |
| 3 733 | 3 607 | - | - | - | - |